# 다이너모

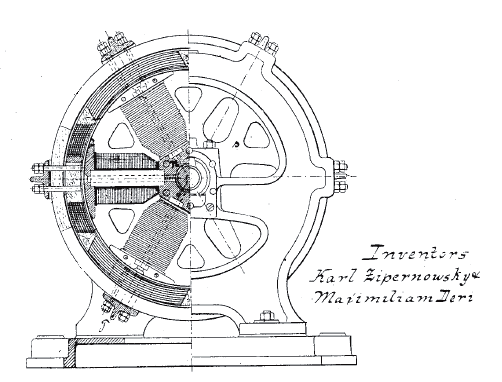

다이너모(영어: Dynamo)는 정류자를 사용하여 직류를 생성하는 정류자 발전기를 의미한다.

## 역사

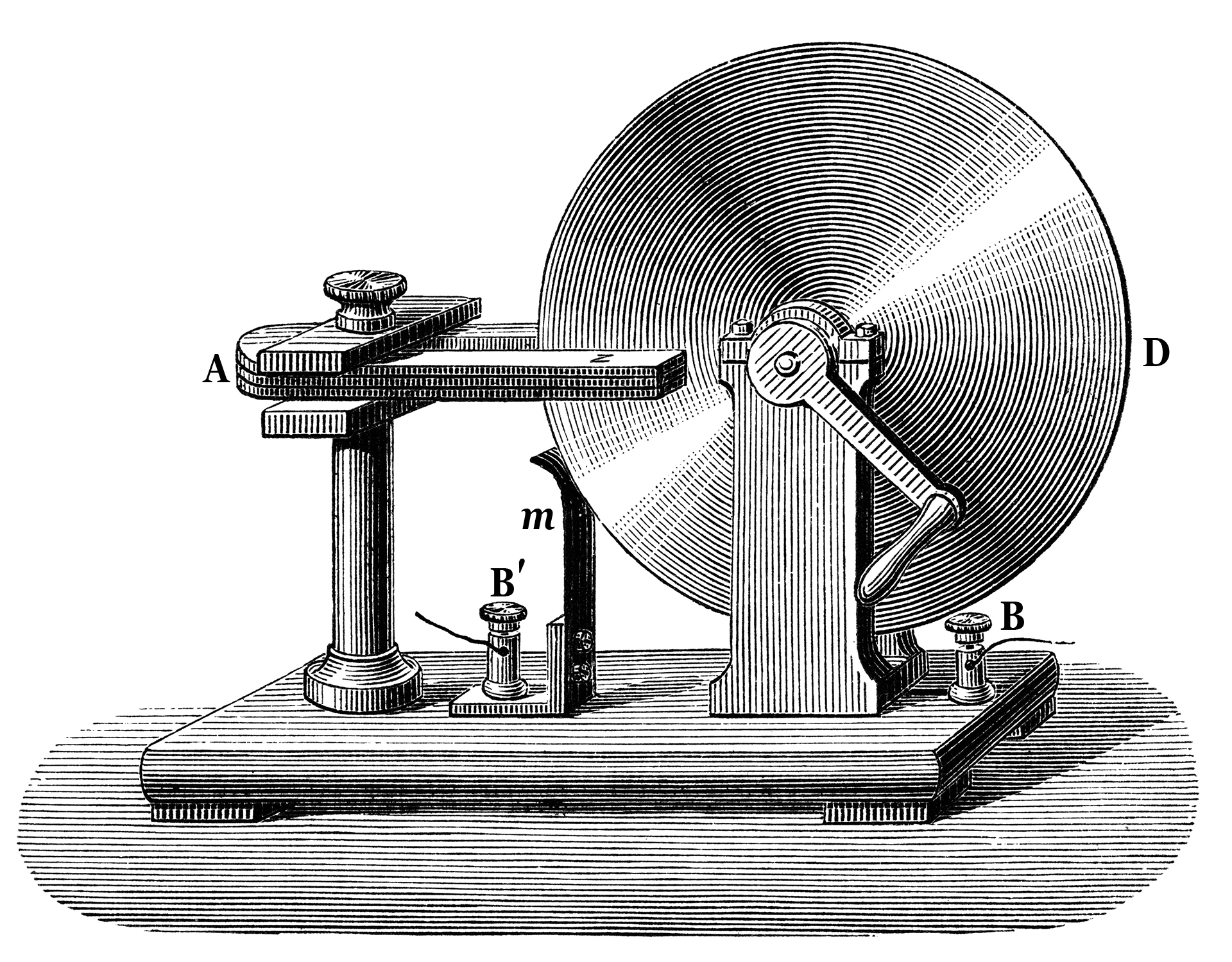

전자기 발전기의 작동 원리는 1831 - 1832년사이에 마이클 패러데이가 발견했다.
나중에 패러데이의 법칙이라는 원리는 기전력이 가변 자속을 둘러싸고 전기 도체에서 발생한다는 점이다.

## 기술
발전기 시스템은 일정한 자기장을 제공하는 고정자라는 고정 구조로 구성하고, 회전 권선 세트는 그 필드 내에서 회전 전기자라고 불렀다.

### 정류
정류자는 직류를 생성하기 위해 필요하다.

## 같이 보기
- 다이너모 이론